# Julia Cencig
 (octobre 2008).
Si vous disposez d'ouvrages ou d'articles de référence ou si vous connaissez des sites web de qualité traitant du thème abordé ici, merci de compléter l'article en donnant les références utiles à sa vérifiabilité et en les liant à la section « Notes et références ».
Julia Cencig, née le 18 septembre 1972, est une actrice autrichienne.

## Biographie
À côté de ses nombreuses productions théâtrales, elle joue aussi dans certaines séries télévisées, comme Medicopter, ainsi qu'au cinéma, où l'on peut la voir, entre autres, dans Arabesken autour de la grenouille.
En 2008, elle répète la pièce de théâtre L'Opéra de quat'sous de Brecht, sur la musique de Kurt Weill, où elle incarne Polly.

## Filmographie

### Télévision
- 1999 : Medicopter : Kathrin Maurer (épisode "Fausses alertes" 2x05)
- 2002 - 2007  : Medicopter : Gina Aigner (rôle principal, 34 épisodes)
- 2006 : Prince Rodolphe : l'héritier de Sissi de Robert Dornhelm